# Eleição presidencial na Venezuela em 2000
A eleição presidencial da Venezuela em 2000 foi realizada em 30 de julho. Eleições gerais foram realizadas na Venezuela em 30 de julho de 2000, as primeiras depois da recém-criada Constituição do país de 1999.
O atual presidente Hugo Chávez concorreu à eleição para um mandato de 6 anos sob a nova Constituição. Chávez foi desafiado por outro esquerdista, um ex-aliado dele, o governador de Zulia, Francisco Arias Cárdenas. Chávez venceu as eleições com quase 60% dos votos populares, aumentando sua participação nos votos sobre as eleições anteriores e conseguindo ganhar num número maior de estados. Arias Cárdenas só conseguiu ganhar no seu estado natal de Zulia.

## Resultados
| Candidato(a)             | Partido               | Votos     | Porcentagem |
| ------------------------ | --------------------- | --------- | ----------- |
| Hugo Chávez              | Movimento V República | 3.757.773 | 59,76%      |
| Francisco Arias Cárdenas | Causa Radical         | 2.359.459 | 37,52%      |
| Claudio Fermín           | Encuentro Nacional    | 171.346   | 2,72%       |
| Total                    |                       | 6.288.578 | 100,00%     |

|                                    | Número     | Porcentagem                    |
| ---------------------------------- | ---------- | ------------------------------ |
| Eleitores inscritos                | 11.720.660 |                                |
| Votos totais                       | 6.637.276  | 56,63% dos eleitores inscritos |
| Votos válidos                      | 6.288.578  | 94,75% dos votos totais        |
| Votos inválidos, em branco e nulos | 348.698    | 5,25% dos votos totais         |
| Abstenções                         | 5.120.464  | 43,69% dos eleitores inscritos |